# Captain Barnacle's Courtship
Captain Barnacle's Courtship è un cortometraggio muto del 1911 diretto da George D. Baker.

## Produzione
Il film fu prodotto dalla Vitagraph Company of America.

## Distribuzione
Distribuito dalla General Film Company, il film - un cortometraggio in una bobina - uscì nelle sale cinematografiche USA il 28 febbraio 1911.